# Michael Jones (Rugbyspieler)
Sir Michael Niko Jones KNZM (* 8. April 1965 in Auckland, Neuseeland) ist ein ehemaliger neuseeländischer Rugby-Union-Spieler, der heute als Trainer tätig ist. Er wurde auf der Position des Flügelstürmers und der Nummer Acht eingesetzt. Jones, der teilweise samoanischer Abstammung ist, gilt neben Colin Meads und Sean Fitzpatrick als einer der besten neuseeländischen Rugbyspieler aller Zeiten. Sein größter Erfolg war der Gewinn des Weltmeistertitels 1987. Jones’ Spitzname lautet „Iceman“ – einerseits aufgrund seines von Coolness geprägten Auftretens, aber vor allem auch wegen der vielen kleinen Verletzungen, die mit Eisbeuteln behandelt werden mussten.

## Karriere
Jones absolvierte 1986 ein Spiel für die Nationalmannschaft Samoas. 1987 wurde er − ohne je zuvor für die All Blacks gespielt zu haben – aufgrund seiner herausragenden Leistungen in der Meisterschaft in den neuseeländischen Kader für die erste Weltmeisterschaft berufen. Gegen Italien erzielte er im ersten WM-Spiel der Geschichte den ersten Versuch überhaupt. Jones trug entscheidend zum Gewinn des Weltmeistertitels bei, allerdings fehlte er im Halbfinale, da er sich als strenggläubiger Christ stets weigerte, an Sonntagen zu spielen.
Am 29. Juli 1989 erlitt er in einem Spiel gegen Argentinien eine schwere Knieverletzung, woraufhin er fast ein ganzes Jahr lang pausieren musste. Bei der WM 1991 erzielte Jones wieder den ersten Versuch des Turniers und erreichte schließlich den dritten Schlussrang. Für die WM 1995 wurde Jones hingegen nicht mehr aufgeboten, da er weiterhin nicht an Sonntagen spielen wollte und so im Viertelfinale und im Halbfinale nicht hätte eingesetzt werden können. Sein letztes Spiel für die All Blacks absolvierte er am 1. August 1998 in Christchurch.
Auf Provinzebene spielte Jones für die Auswahlmannschaft der Auckland Rugby Football Union in der National Provincial Championship und führte diese zwischen 1985 und 1999 zu zehn Meistertiteln. Nach der Professionalisierung von Rugby Union Mitte der 1990er Jahre spielte er zusätzlich in der Super 12-Liga bei den Blues und wurde 1996 sowie 1997 Meister. 1999 trat er vom Spitzensport zurück.
Jones studierte an der Universität Auckland und graduierte als Bachelor of Arts und Master of Arts. 2003 wurde er in die International Rugby Hall of Fame aufgenommen. Am 7. April 2004 übernahm er das Amt des Trainers der samoanischen Nationalmannschaft, nachdem er zuvor ein Jahr lang Assistenztrainer gewesen war.

## Erfolge
Nationalmannschaft:
- 1 Spiel mit der samoanischen Nationalmannschaft
- 74 Spiele mit den All Blacks (davon 55 Länderspiele)
- 56 Punkte in Länderspielen (13 Versuche)
- Weltmeister 1987
- 3. Platz WM 1991
- Sieger Tri Nations: 1996, 1998

Vereine:
- Super 12-Sieger mit den Blues: 1996, 1997
- NPC-Meister mit Auckland RFU: 1985, 1987, 1988, 1989, 1990, 1993, 1994, 1995, 1996, 1999